# Thelma Kalama
Thelma Kalama (Honolulu, Estados Unidos, 24 de marzo de 1931-ídem, 17 de mayo de 1949) fue una nadadora estadounidense especializada en pruebas de estilo libre, donde consiguió ser campeona olímpica en 1948 en los 4 x 100 metros.

## Carrera deportiva
En los Juegos Olímpicos de Londres 1948 ganó la medalla de oro en los relevos de 4 x 100 metros estilo libre, con un tiempo 4:29.2 segundos, por delante de Dinamarca (plata) y Países Bajos (bronce); sus compañeras de equipo fueron las nadadoras: Marie Corridon, Brenda Helser y Ann Curtis.